# 奥克西比尔
奥克西比尔是印度尼西亚巴布亚省宾坦山县的首府。根据2010年普查，奥克西比尔区共4,087人。

## 交通
因地形限制，奥克西比尔连接外界的道路较少，主要与外界连接的交通方式是空运，城镇有奥克西比尔机场。跨巴布亚公路经过奥克西比尔。

## 资料来源
1. ↑   Biro Pusat Statistik, Jakarta, 2011.